# Serie A 1965-1966 (pallacanestro femminile)
Il campionato di pallacanestro femminile 1965-1966 è stato il trentacinquesimo organizzato in Italia.
Le dieci squadre di Serie A si affrontano in partite di andata e ritorno; da quest'anno la sconfitta torna a valere zero punti. La prima classificata vince lo scudetto, le ultime due retrocedono in Serie B.
Il Portorico Vicenza vince il suo secondo titolo consecutivo, classificandosi davanti a Standa Milano e Fiat Torino.

## Classifica
|  |     | Classifica finale 1965-1966 | Pt | G  | V  | P  | PtF  | PtS  |
|  | --- | --------------------------- | -- | -- | -- | -- | ---- | ---- |
|  | 1.  | Portorico Vicenza           | 34 | 18 | 17 | 1  | 1290 | 791  |
|  | 2.  | Standa Milano               | 30 | 18 | 15 | 3  | 1142 | 746  |
|  | 3.  | Fiat Torino                 | 28 | 18 | 14 | 4  | 948  | 772  |
|  | 4.  | Bristol Treviso             | 22 | 18 | 11 | 7  | 851  | 752  |
|  | 5.  | Pejo Brescia                | 20 | 18 | 10 | 8  | 798  | 863  |
|  | 6.  | Zaiss Milano                | 18 | 18 | 9  | 9  | 870  | 895  |
|  | 7.  | Mobili Bologna              | 12 | 18 | 6  | 12 | 699  | 904  |
|  | 8.  | Lanco Torino                | 8  | 18 | 4  | 14 | 804  | 1025 |
|  | 9.  | Mivar Trieste               | 4  | 18 | 2  | 16 | 774  | 1046 |
|  | 10. | Omsa Faenza (-1)            | 3  | 18 | 2  | 16 | 563  | 1036 |

### Verdetti
- A.S. Portorico Vicenza campione d'Italia 1965-1966: Luigina Agostinelli, Bortolotto, Faggionato, Franzon, Gelai, Marisa Gentilin, Nidia Pausich, Nicoletta Persi, Verdi.
- Mivar Trieste (poi ripescata) e Omsa Faenza retrocedono in Serie B. Zaiss Milano rinuncia all'iscrizione.